# Cantó de Plabennec
El cantó de Plabennec (bretó Kanton Plabenneg) és una divisió administrativa francesa situat al departament de Finisterre a la regió de Bretanya.

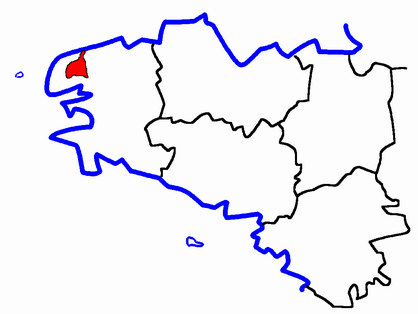
Situació del cantó

## Composició
El cantó aplega 9 comunes :
| Nom bretó         | Nom francès        | Nom gal·ló |
| Ar Vourc'h-Wenn   | Bourg-Blanc        | ---        |
| Koz-Meal          | Coat-Méal          | ---        |
| An Dreneg         | Le Drennec         | ---        |
| Kerniliz          | Kernilis           | ---        |
| Kersent-Plabenneg | Kersaint-Plabennec | ---        |
| Lannarvili        | Lanarvily          | ---        |
| Loprevaler        | Loc-Brévalaire     | ---        |
| Plabennec         | Plabennec          | ---        |
| Plouvien          | Plouvien           | ---        |

## Història
| Data d'elecció                           | Identitat | Partit                 | Qualitat |
| ---------------------------------------- | --------- | ---------------------- | -------- |
| 2001-                                    | Louis Coz | Aliança per Finisterre |          |
| les dades anteriors no són pas conegudes |           |                        |          |
|                                          |           |                        |          |